# Anoscopus flavostriatus
Anoscopus flavostriatus är en insektsart som först beskrevs av Donovan 1799.  Anoscopus flavostriatus ingår i släktet Anoscopus, och familjen dvärgstritar. Arten är reproducerande i Sverige.

## Bildgalleri

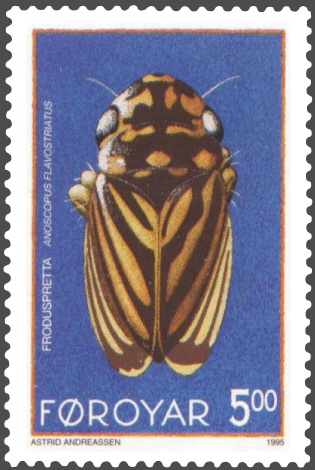